# Liste polnischer Schriftsteller
Dies ist eine Liste polnischer Schriftsteller, Poeten und Publizisten.

## A
- Kajetan Abgarowicz (1856–1909), Schriftsteller
- Adolf Abrahamowicz (1849–1899), Dramatiker
- Jarosław Abramow-Newerly (* 1933), Schriftsteller
- Bogusław Adamowicz (1870–1944), Dichter
- Władysław Ludwik Anczyc (Kazimierz Góralczyk; 1823–1883), Schriftsteller und Dramatiker
- Adam Asnyk (1838–1897), Lyriker und Dramatiker
- Jerzy Andrzejewski (1909–1983), Schriftsteller
- Lisa Appignanesi (* 1946), Schriftstellerin

## B
- Krzysztof Kamil Baczyński (1921–1944), Dichter
- Krystian Bala (* 1973), Schriftsteller und Fotograf
- Stanisław Barańczak (1946–2014), Dichter, Übersetzer und Literaturwissenschaftler
- Liliana Bardijewska (* 1955), Schriftstellerin, Hörspielautorin und Übersetzerin
- Henryk Bardijewski (1932–2020), Schriftsteller, Satiriker und Hörspielautor
- Władysław Bartoszewski (1922–2015), Historiker, Politiker, Publizist und Schriftsteller
- Ryszard Wincenty Berwiński (1817–1879), Dichter
- Miron Białoszewski (1922–1983), Dichter, Dramatiker und Schauspieler
- Emil Biela (1939–2021), Schriftsteller, Lyriker und Literaturkritiker
- Konrad Bielski (1902–1970), Dichter, Dramatiker und Jurist
- Józef Maria Bocheński (1902–1995), Philosoph
- Wojciech Bogusławski (1757–1829), Dramatiker, Übersetzer, Theaterregisseur, Opernsänger und Schauspieler
- Tadeusz Borowski (1922–1951), Schriftsteller
- Kazimierz Brandys (1916–2000), Schriftsteller, Essayist, Filmbuchautor
- Kazimierz Brakoniecki (* 1952), Dichter, Literaturkritiker und Übersetzer
- Roman Bratny (1921–2017), Schriftsteller
- Władysław Broniewski (1897–1962), Dichter
- Ernest Bryll (1935–2024), Dichter
- Jan Brzechwa (1898–1966), Dichter, Kinderbuchautor und Übersetzer
- Anna Brzezińska (* 1971), Fantasyautorin
- Andrzej Bursa (1932–1957), Dichter und Journalist

## C
- Joanna Chmielewska (1932–2013), Schriftstellerin
- Stefan Chwin (* 1949), Schriftsteller
- Maciej Cisło (1947–2023), Schriftsteller, Lyriker und Übersetzer
- Martin Cromer (1512–1589), Chronist und Theologe
- Jan Czeczot (1796–1847), Schriftsteller und Ethnograf der polnischen Romantik

## Ć
- Lucyna Ćwierczakiewiczowa (1829–1901), Schriftstellerin
- Jakub Ćwiek (* 1982), Fantasy-Schriftsteller

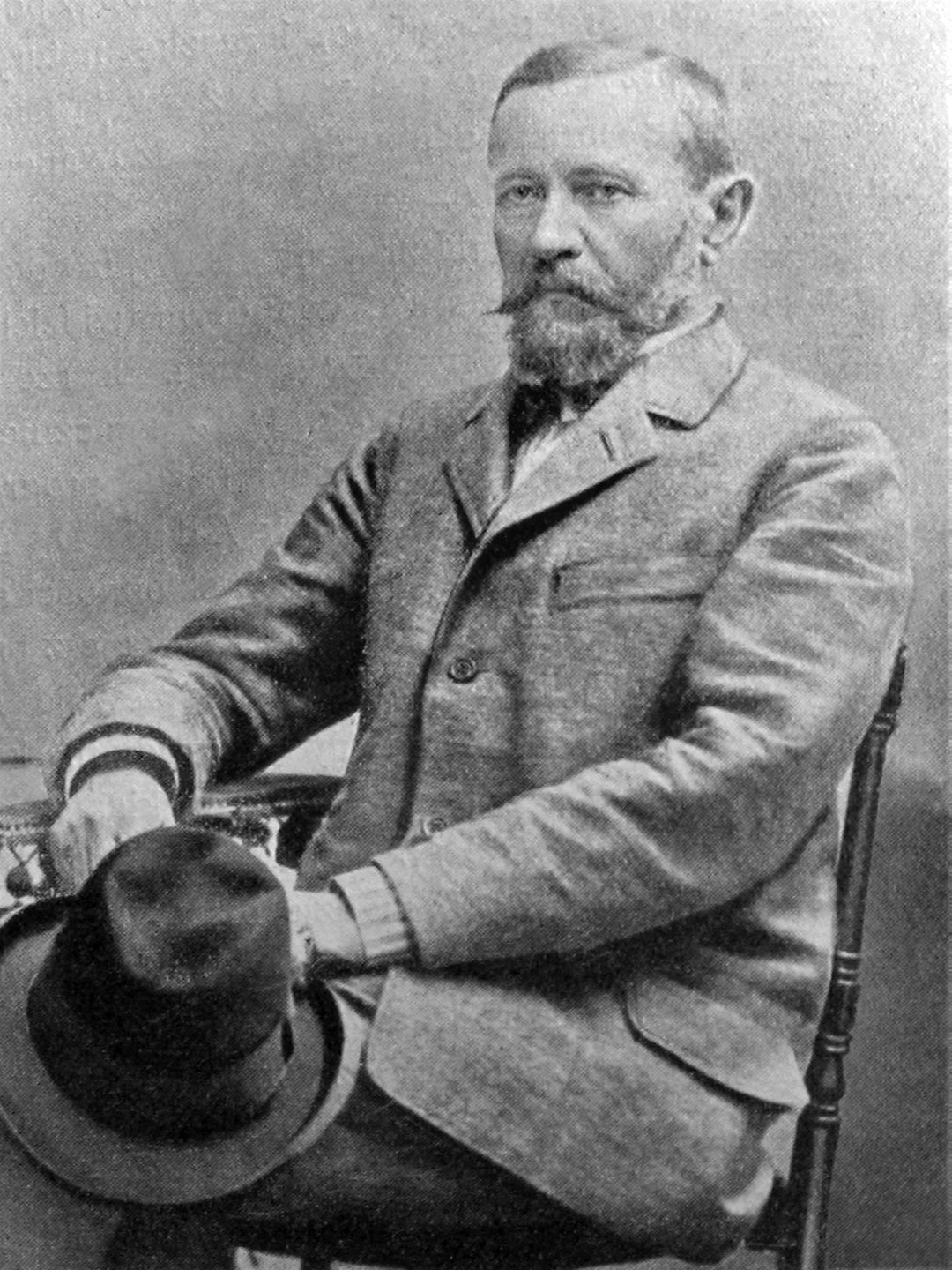
Adolf Dygasiński

## D
- Maria Dąbrowska (1889–1965), Schriftstellerin
- Tadeusz Dąbrowski (* 1979), Lyriker, Essayist und Kritiker
- Janina David (1930–2023), polnisch-britische Schriftstellerin und Übersetzerin
- Wilhelm Dichter (* 1935), Schriftsteller
- Jan Długosz (1415–1480), altpolnischer Chronist
- Jacek Dukaj (* 1974), Science-Fiction-Autor
- Adolf Dygasiński (1839–1902), Schriftsteller, Publizist und Pädagoge
- Stanisław Dygat (1914–1978), Schriftsteller

## E
- Leszek Engelking (1955–2022), Dichter, Schriftsteller

## F
- Konrad Fiałkowski (1939–2020), Autor u. a. von Science-Fiction-Literatur
- Arkady Fiedler (1894–1985), Reise- und Abenteuerromanschriftsteller
- Kornel Filipowicz (1913–1990), Novellist, Roman- und Drehbuchautor
- Isabella Flemming (1743–1835), Schriftstellerin, Kunstsammlerin, Museumsgründerin
- Aleksander Fredro (1793–1876), Autor von Komödien

## G
- Konstanty Ildefons Gałczyński (1905–1953), Dichter
- Janusz Głowacki (1938–2017), Schriftsteller, Dramatiker
- Witold Gombrowicz (1904–1969), Schriftsteller
- Henryk Grynberg (* 1936), Slawist, Schriftsteller, Essayist

## H
- Julia Hartwig (1921–2017), Dichterin, Essayistin
- Brigitta Helbig-Mischewski (* 1963), Dichterin und Schriftstellerin
- Zbigniew Herbert (1924–1998), Dichter, Dramatiker und Essayist
- Lothar Herbst (1940–2000), Dichter, Journalist
- Gustaw Herling-Grudziński (1919–2000), Prosaist, Literaturkritiker, Essayist
- Jan Himilsbach (1931–1988), Schriftsteller, Schauspieler
- Marek Hłasko (1934–1969), Schriftsteller
- Paweł Huelle (1957–2023), Dichter, Prosaist und Journalist
- Paweł Hulka-Laskowski (1881–1946), Schriftsteller, Übersetzer und Publizist

## I
- Zygmunt Idzikowski (1884–1911), Lyriker
- Roman Ingarden (1893–1970), Philosoph
- Bożena Intrator (* 1964), polnisch-amerikanische Schriftstellerin (schreibt auch auf Deutsch)
- Karol Irzykowski (1873–1944), Schriftsteller, Literaturkritiker
- Jarosław Iwaszkiewicz (1894–1980), Dichter, Schriftsteller, Essayist

## J
- Anna Janko (* 1957), Schriftstellerin, Lyrikerin und Literaturkritikerin
- Paweł Jasienica (1909–1970), historischer Essayist
- Mieczysław Jastrun (1903–1983), Lyriker
- Tomasz Jastrun (* 1950), Dichter, Schriftsteller, Publizist

## K
- Helmut Kajzar (1941–1982), Schriftsteller und Dramatiker
- Ryszard Kapuściński (1932–2007), Reporter, Publizist und Essayist
- Franciszek Karpiński (1741–1825), Dichter und Dramatiker
- Tymoteusz Karpowicz (1921–2005), Dichter
- Jan Kasprowicz (1860–1926), Dichter und Literaturkritiker
- Oskar Katzenellenbogen, Pseudonym Ostap Ortwin (1873–1942), Philosoph, Journalist und Literaturkritiker
- Jan Kochanowski (1530–1584), altpolnischer Dichter
- Jonasz Kofta (1942–1988), Dichter
- Leszek Kołakowski (1927–2009), Philosoph, Essayist
- Hugo Kołłątaj (1750–1812), Geistlicher, politischer Publizist
- Tomasz Konatkowski (* 1968), Schriftsteller, Krimiautor
- Maria Konopnicka (1842–1910), Schriftstellerin
- Tadeusz Konwicki (1926–2015), Prosaist, Drehbuchautor und Filmregisseur
- Janusz Korczak (1878–1942), Pädagoge
- Ryszard Kornacki (1940–2023), Lyriker und Schriftsteller
- Zofia Kossak-Szczucka (1889–1968), Schriftstellerin und Widerstandskämpferin
- Jan Kott (1914–2001), Literatur- und Theaterkritiker, Literaturhistoriker und Essayist
- Urszula Kozioł (1931–2025), Dichterin
- Marek Krajewski (* 1966), Krimi-Autor
- Hanna Krall (* 1935), Schriftstellerin und Publizistin
- Ignacy Krasicki (1735–1801), Geistlicher und Schriftsteller
- Zygmunt Krasiński (1812–1859), Dichter und Dramatiker
- Józef Ignacy Kraszewski (1812–1887), Schriftsteller
- Marcin Kromer (ca. 1512–1589), Bischof, Übersetzer, Landeskundler
- Jerzy Kronhold (1946–2022), Lyriker
- Maria Krüger (1904–1999), Kinder-, Jugend- und Drehbuchautorin
- Erwin Kruk (1941–2017), deutsch-polnischer Schriftsteller, masurischer Dichter und Literaturkritiker polnischer Sprache
- Ryszard Krynicki (* 1943), Dichter, Übersetzer und Verleger
- Andrzej Krzycki (Cricius) (1482–1537), Diplomat, Erzbischof, Dichter
- Wojciech Kuczok (* 1972), Schriftsteller und Filmkritiker
- Jalu Kurek (1904–1983), Schriftsteller
- Andrzej Kuśniewicz (1904–1993), Schriftsteller

## L
- Stanisław Jerzy Lec (1909–1966), Schriftsteller
- Joachim Lelewel (1786–1861), Historiker, Publizist
- Stanisław Lem (1921–2006), Science-Fiction-Autor, Essayist und Philosoph
- Leszek Libera (* 1948), Schriftsteller, Polonist, Übersetzer und Hochschullehrer
- Ewa Lipska (* 1945), Dichterin
- Artur Daniel Liskowacki (* 1956), Romanautor
- Jadwiga Łuszczewska (1834–1908), Dichterin der Romantik und Novellistin

## Ł
- Waldemar Łysiak (* 1944), Schriftsteller und Publizist

## M
- Józef Mackiewicz (1902–1985), Schriftsteller
- Andrzej Majewski (* 1966), Aphoristiker, Schriftsteller und Publizist
- Aleksander Majkowski (1876–1938), Schriftsteller und Historiker (schrieb überwiegend Kaschubisch)
- Dorota Masłowska (* 1983), Schriftstellerin
- Janusz Meissner (1901–1978), Schriftsteller
- Adam Mickiewicz (1798–1855), Schriftsteller
- Grazyna Miller  (1957–2009), Dichterin, Übersetzerin
- Czesław Miłosz (1911–2004), Schriftsteller, Nobelpreis für Literatur 1980
- Gustaw Morcinek (1891–1963), Schriftsteller
- Sławomir Mrożek (1930–2013), Dramatiker, Satiriker, Prosaist und Zeichner
- Andrzej Mularczyk (1930–2024), Schriftsteller, Drehbuch- und Hörspielautor
- Wiesław Myśliwski (* 1932), Schriftsteller

## N
- Mirosław Nahacz (1984–2007), Schriftsteller
- Zofia Nałkowska (1885–1954), Schriftstellerin
- Remigiusz Napiórkowski (* 1936), Roman- und Theaterautor, lebt seit 1983 in Schweden
- Adam Stanisław Naruszewicz (1733–1796), Dichter
- Igor Newerly (1903–1987), Romanautor
- Cyprian Kamil Norwid (1821–1883), Dichter
- Tadeusz Nowakowski (1917–1996), Schriftsteller
- Maria Nurowska (1944–2022), Bestsellerautorin

## O
- Włodzimierz Odojewski (1930–2016), Schriftsteller
- Michał Olszewski (* 1977), Schriftsteller
- Marek Oramus (* 1952), SF-Schriftsteller
- Stanisław Orzechowski (1513–1566), Schriftsteller
- Eliza Orzeszkowa (1842–1910), Schriftstellerin
- Agnieszka Osiecka (1936–1997), Schriftstellerin, Dichterin

## P
- Tomasz Pacyński (1958–2005), Science-Fiction-Autor
- Eugeniusz Paukszta (1916–1979), Schriftsteller, Essayist
- Tadeusz Peiper (1891–1969), Schriftsteller, Kritiker, Literaturtheoretiker
- Sergiusz Piasecki (1901–1964), Schriftsteller, Schmuggler
- Janusz Piekałkiewicz (1925–1988), Schriftsteller, Historiker mit Schwerpunkt Kriegsgeschichte
- Jerzy Pilch (1952–2020), Schriftsteller
- Zofia Posmysz (1923–2022), Redakteurin und Autorin
- Jan Graf Potocki (1761–1815), Romancier, Geschichts- und Altertumswissenschaftler
- Wacław Potocki (1621–1696), Dichter und Satiriker
- Halina Poświatowska (1935–1967), Dichterin
- Bolesław Prus (1847–1912), Schriftsteller
- Kazimierz Przerwa-Tetmajer (1865–1940), Schriftsteller
- Julian Przyboś (1901–1970), Lyriker, Essayist, Übersetzer
- Stanisław Przybyszewski (1868–1927), Schriftsteller (schrieb auch auf Deutsch)
- Jerzy Putrament (1910–1986)

## R
- Mikołaj Rej (1505–1569), Dichter
- Stanisław Rembek (1901–1985), Schriftsteller, Geschichtslehrer
- Władysław Reymont (1867–1925), Schriftsteller, Nobelpreis für Literatur 1924
- Walenty Roździeński (um 1570–1641)
- Tadeusz Różewicz (1921–2014), Dichter, Dramatiker
- Jan Rybiński (ca. 1560/65 – nach 1621), Polnisch-Lehrer, Dichter
- Lucjan Rydel (1870–1918), Dramatiker und Dichter
- Jarosław Marek Rymkiewicz (1935–2022)

## S
- Magdalena Samozwaniec (1894–1972), Schriftstellerin, Bühnenautorin und Satirikerin
- Artur Sandauer (1913–1989), Schriftsteller, Literaturkritiker
- Andrzej Sapkowski (* 1948), Schriftsteller
- Bruno Schulz (1892–1942), Schriftsteller und Zeichner
- Albin Siekierski (1920–1989), Schriftsteller
- Lucjan Siemieński (1807–1877), Schriftsteller
- Piotr Siemion (* 1961), Dichter, Schriftsteller
- Henryk Sienkiewicz (1846–1916), Schriftsteller, Nobelpreis für Literatur 1905
- Piotr Skarga (1536–1612), Priester, Verfasser von Heiligenviten
- Jan Stanisław Skorupski (* 1938), Dichter, Essayist
- Christian Skrzyposzek (1943–1999), Schriftsteller
- Juliusz Słowacki (1809–1849), Dichter
- Piotr Sommer (* 1948), Schriftsteller
- Leonard Sowiński (1831–1887), Dichter und Literaturhistoriker
- Katarzyna Sowula (* 1977), Schriftstellerin und Übersetzerin
- Edward Stachura  (1937–1979), Poet und Liedermacher
- Leopold Staff (1878–1957), Dichter
- Andrzej Stasiuk (* 1960), Schriftsteller, Essayist
- Jerzy Stefan Stawiński (1921–2010), Erzähler, Drehbuchautor
- Dmitri Strelnikoff (* 1969), Schriftsteller, Essayist, Dichter und Journalist
- Julian Stryjkowski (1905–1996), Schriftsteller
- Maciej Stryjkowski (ca. 1547 – vor 1593), Dichter, Chronist
- Izabela Szolc (* 1978), Schriftstellerin und Literaturkritikerin
- Jan Józef Szczepański (1919–2003), Prosaist, Essayist, Filmkritiker
- Andrzej Szczypiorski (1928–2000), Prosaist, Publizist und Drehbuchautor
- Wisława Szymborska (1923–2012), Dichterin, Nobelpreis für Literatur 1996
- Szymon Szymonowic (1558–1629), Dichter

## Ś
- Aleksander Świętochowski (1849–1938), Schriftsteller, Publizist

## T
- Władysław Terlecki (1933–1999), Schriftsteller, Publizist
- Olga Tokarczuk (* 1962), Romanschriftstellerin der jüngeren Generation
- Tomek Tryzna (* 1948), Romanautor und Drehbuchschreiber
- Andrzej Trzecieski (ca. 1530 – nach 1584), Dichter
- Magdalena Tulli (* 1955), Schriftstellerin und Übersetzerin
- Julian Tuwim (1894–1953), Dichter
- Jan Twardowski (1915–2006), Dichter
- Kazimierz Twardowski (1866–1938), Philosoph

## W
- Wanda Wasilewska (1905–1964), Schriftstellerin
- Aleksander Wat (1900–1967), Schriftsteller
- Tecia Werbowski, Schriftstellerin
- Kazimierz Wierzyński (1894–1969), Schriftsteller
- Bruno Winawer (1883–1944), Dramatiker, Essayist,
- Stanisław Ignacy Witkiewicz, Pseudonym Witkacy (1885–1939)
- Michał Witkowski (* 1975), Schriftsteller und Journalist
- Józef Wittlin (1896–1976)
- Edmund Wnuk-Lipiński (1944–2015), SF-Autor
- Rafał Wojaczek (1945–1971), Dichter
- Krzysztof Wojciechowski (* 1956), Schriftsteller
- Stanisław Wyspiański (1869–1907), Maler und Schriftsteller

## Z
- Adam Zagajewski (1945–2021), Dichter, Prosaist und Essayist
- Janusz A. Zajdel (1938–1985), Science-Fiction-Autor
- Gabriela Zapolska (1857–1921), Schriftstellerin
- Leopold Zborowski (1889–1932), polnisch-jüdischer Kunsthändler und Dichter
- Adam Zielinski (1929–2010), Schriftsteller
- Stanisław Zieliński (1917–1995), Schriftsteller
- Szymon Zimorowic (um 1609–1629), Dichter

## Ż
- Tadeusz Boy-Żeleński, Pseudonym Boy (1874–1941), Schriftsteller, Literaturkritiker
- Stefan Żeromski (1864–1925), Schriftsteller
- Jerzy Żuławski (1874–1915),